# Krutowskoje (obwód smoleński)
Krutowskoje (ros. Крутовское сельское поселение) – jednostka administracyjna (osiedle wiejskie) wchodząca w skład rejonu wieliskiego w оbwodzie smoleńskim w Rosji.
Centrum administracyjnym osiedla wiejskiego jest dieriewnia Krutoje.

## Geografia
Powierzchnia osiedla wiejskiego wynosi 110 km², a jego główną rzeką jest Borożanka. Przez terytorium osiedla przechodzi droga federalna R133 (Smoleńsk – Newel).

## Historia
Osiedle powstało na mocy uchwały obwodu smoleńskiego z 28 grudnia 2004 r., a uchwałą z dnia 20 grudnia 2018 roku w jego skład weszły wszystkie miejscowości osiedli Bielajewskoje i Budnickoje.

## Demografia
W 2020 roku osiedle wiejskie zamieszkiwało 927 mieszkańców.

## Miejscowości
W skład jednostki administracyjnej wchodzi 55 miejscowości (wyłącznie dieriewnie): Biełoguzowo, Bielajewo, Bobury, Bołoszki, Budnica, Chołmy, Cygany, Diatłowo, Drozdy, Dudino, Gorodiec, Griediaki, Isaczenki, Kaszeno, Komissariewo, Koniec, Kozje, Kraslewiczi, Krutoje, Łuczenki, Mamuty, Mariejnica, Martiszki, Matiuchi, Michajlenki, Miłowidy, Mokraja Niwa, Niwy, Niżnieje Krasnoje, Niżnieje Olgowo, Niżnieje Szerkowo, Niżnije Siekaczi, Orlaki, Osinowica, Panfiłowo, Pustyńki, Puszka, Ratkowina, Romany, Sieńkowo, Siniaki, Staroje Sieło, Suchije Lady, Szumiłowo, Tarasienki, Tiwancy, Wiaźmieny, Wierchnieje Krasnoje, Wierchnieje Olgowo, Wierchnieje Szerkowo, Wierchnije Siekaczi, Wierchowje, Wierchowje, Wierchowskoje Lesniczestwo, Zamoszje.